# Eisenbahnunfall von Balta
Bei dem Eisenbahnunfall von Balta, Russisches Kaiserreich, entgleiste am 10. Oktoberjul. / 22. Oktober 1875greg. zwischen den Bahnhöfen Balta und Birsula ein Zug und geriet in Brand. 70 Menschen starben.

## Ausgangslage
An der Unfallstelle kreuzte die Odessabahn einen tiefen Taleinschnitt auf einem etwa 100 Meter langen und bis zu 30 Meter hohen Damm, der an der tiefsten Stelle einen Wasserdurchlass mit etwa 4 Metern Durchmesser aufwies. Im Bereich des Dammes fanden Gleisbauarbeiten statt, Schienen wurden ausgewechselt.
Auf der Strecke verkehrte außerplanmäßig ein gemischter Zug der Armee mit insgesamt 26 Wagen. Er beförderte sowohl Rekruten als auch Erdöl. Wegen eines Schneesturms war die Sicht schlecht.

## Unfallhergang
Der Baustelle war dieser zusätzliche Zug nicht angekündigt worden, so dass die entfernten Gleisstücke noch nicht ersetzt waren, als sich der Zug näherte. Der Lokomotivführer übersah das Signal, das die Einfahrt in die Baustelle verhindern sollte, und fuhr in die Schienenlücke hinein. Der Zug entgleiste und stürzte komplett die Böschung hinunter. Die Trümmer gerieten in Brand, ein Brand, der sich fünf Tage lang nicht löschen ließ, weil der Durchlass im Bahndamm wie ein Kamin wirkte.

## Folgen
70 Menschen starben, 120 wurden verletzt.